# Kweda Bachwi
Kweda Bachwi – wieś w Gruzji, w regionie Guria, w gminie Ozurgeti. W 2014 roku liczyła 681 mieszkańców.